# Walter Lilie
Walter Lilie (* 1. Juni 1876 in Leipzig; † 13. Juli 1924 in Schwetzingen) war ein deutscher Kunstmaler, Radierer und Lithograph.

## Leben

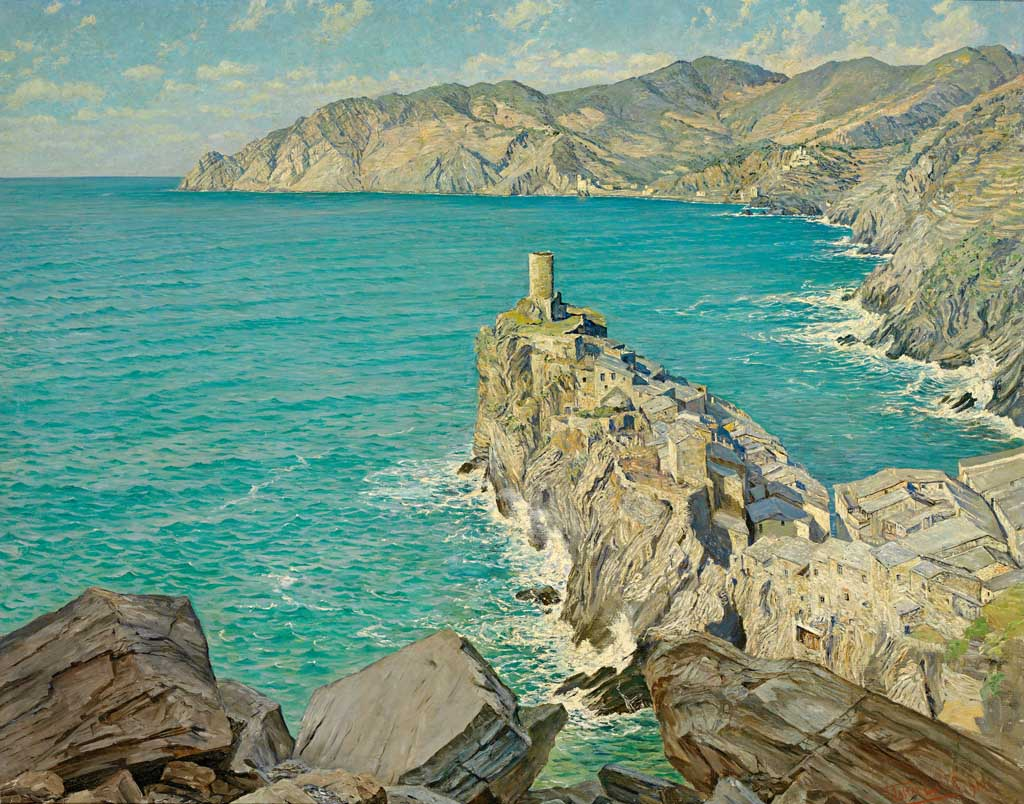
Blick auf ligurische Küstenlandschaft bei Cinque Terre Walter Lilie, 1910

Lilie war ein Sohn des Schriftstellers, Chronisten und Journalisten Moritz Lilie (1835–1904); sein älterer Bruder Georg (1873–1935) wurde ebenfalls Kunstmaler.
Nach einer Ausbildung an der Dresdner Akademie bei Carl Bantzer malte Lilie hauptsächlich Porträts (insbesondere von Kindern) und Landschaften. Er war in Mosbach Zeichenlehrer am Realgymnasium (heute Nicolaus-Kistner-Gymnasium Mosbach) und an der Idiotenanstalt (Johannes-Anstalten, heute Johannes-Diakonie Mosbach). Er lebte im Jahr 1917 in Zürich-Herrliberg. 1920 zog er nach Schwetzingen, wo er im Schlossgarten zahlreiche Motive fand. Neben Schwetzingen war Italien ein beliebtes Malrevier.
Werke (Auswahl)
- 1908: Wintersonne in Davos
- 1912: Sommertag in Quinten am Wallensee
- 1916: Weidendes Pferd am Langensee(Galerie Dresden)
- 1919: Hirtenkinder (Rathaus Hildburghausen)
- Porträt der Marie Schloss[3]

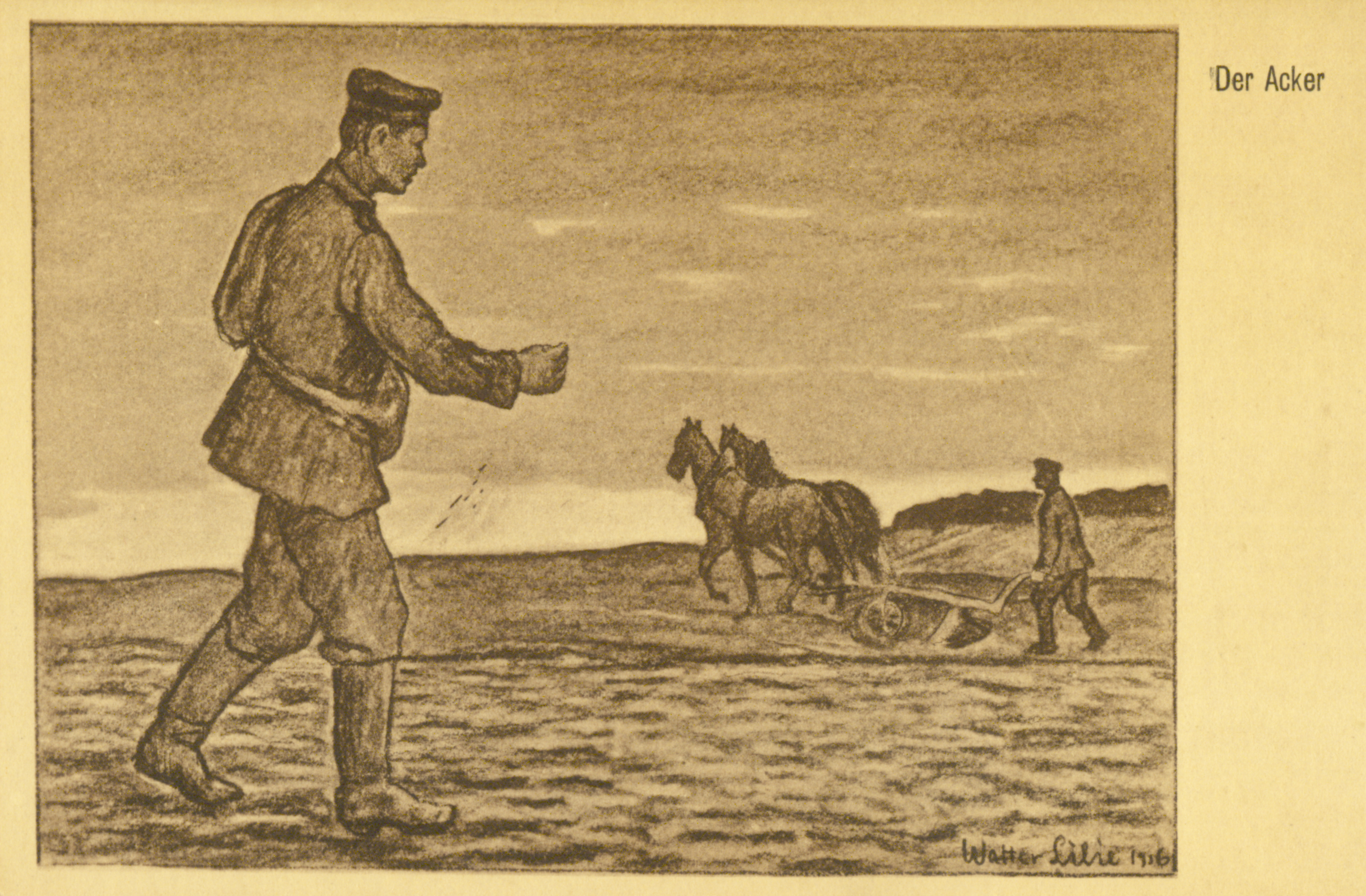
Postkarte „Der Acker“
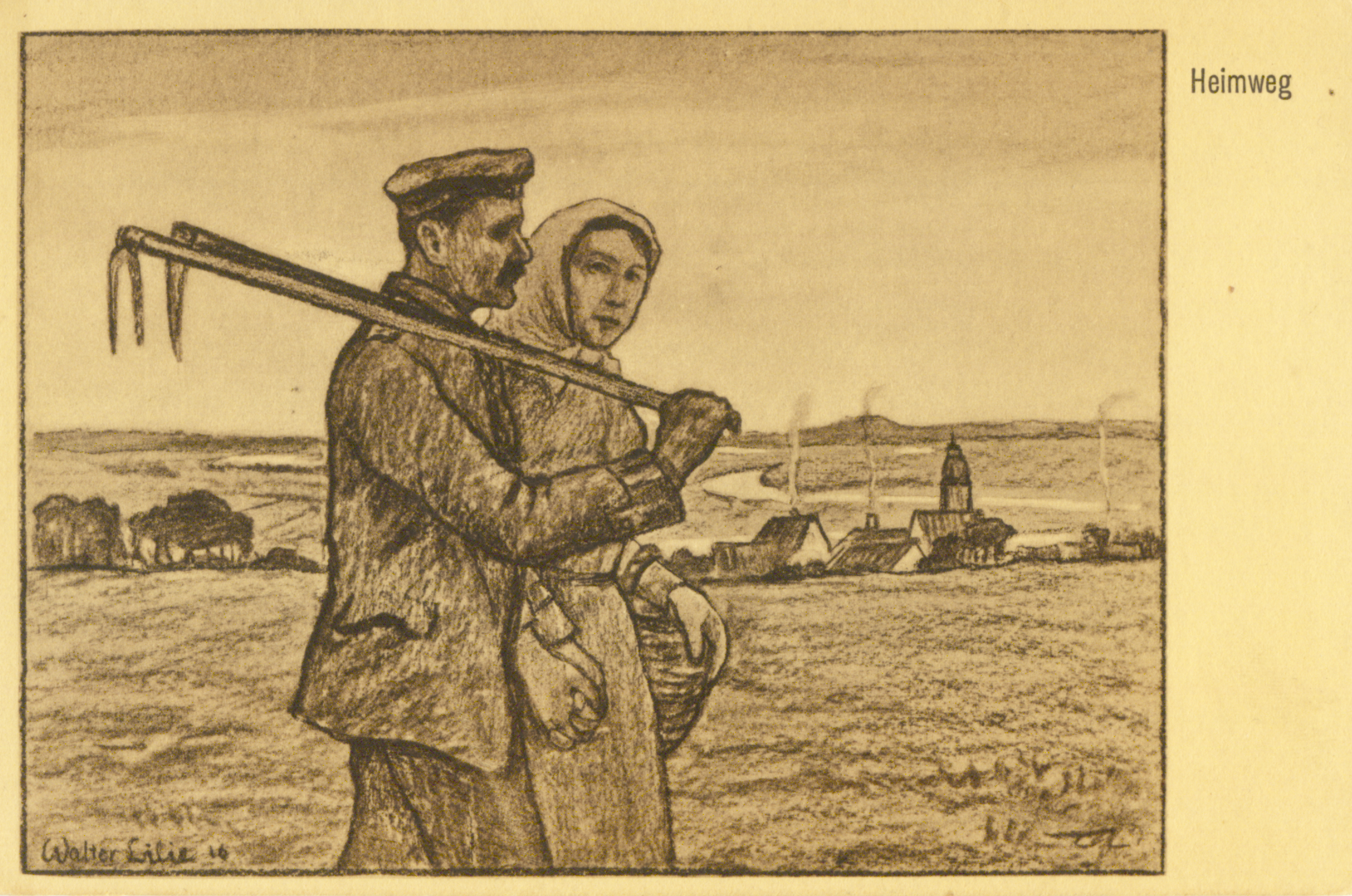
Postkarte „Heimweg“
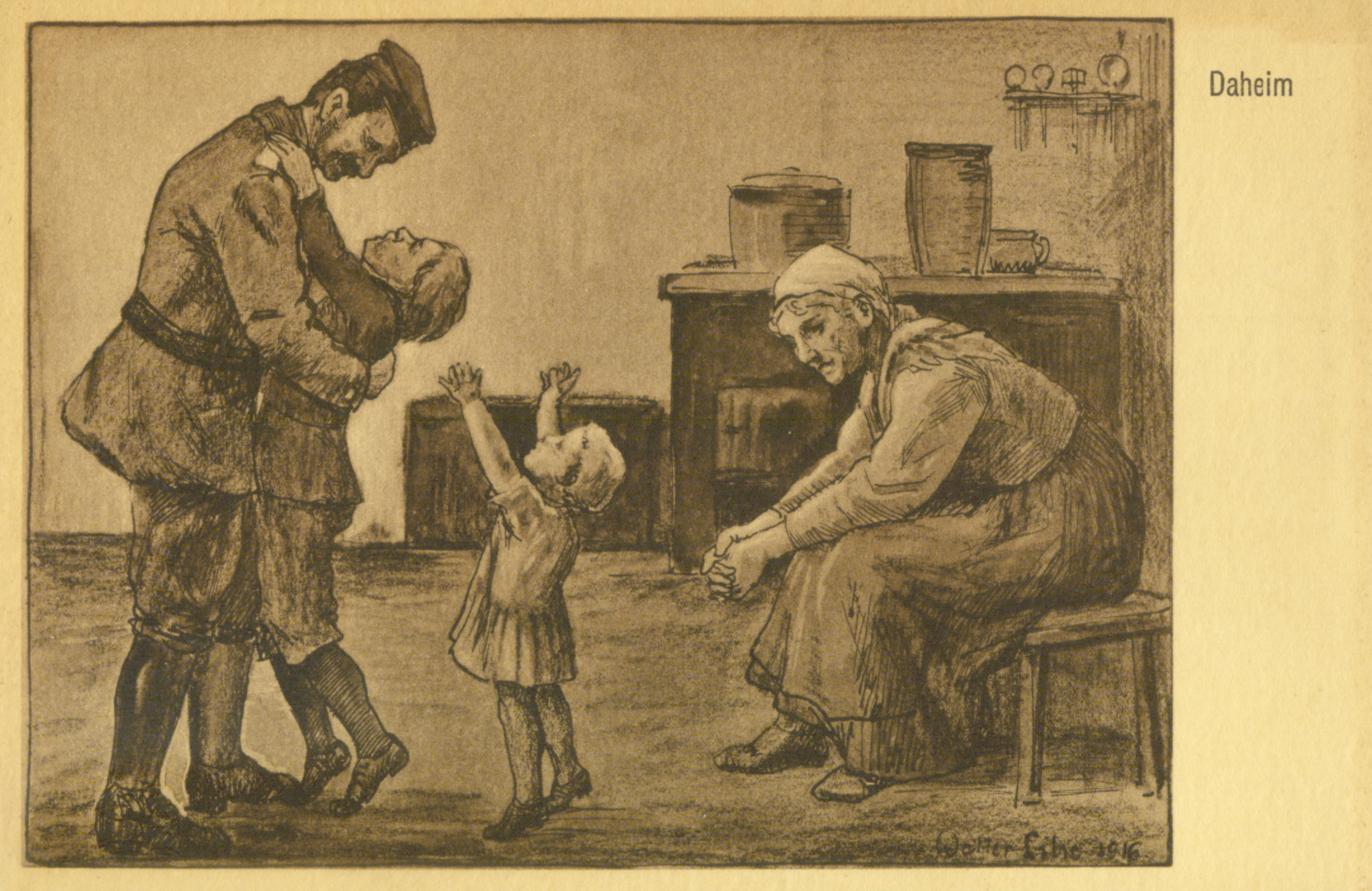
Postkarte „Daheim“
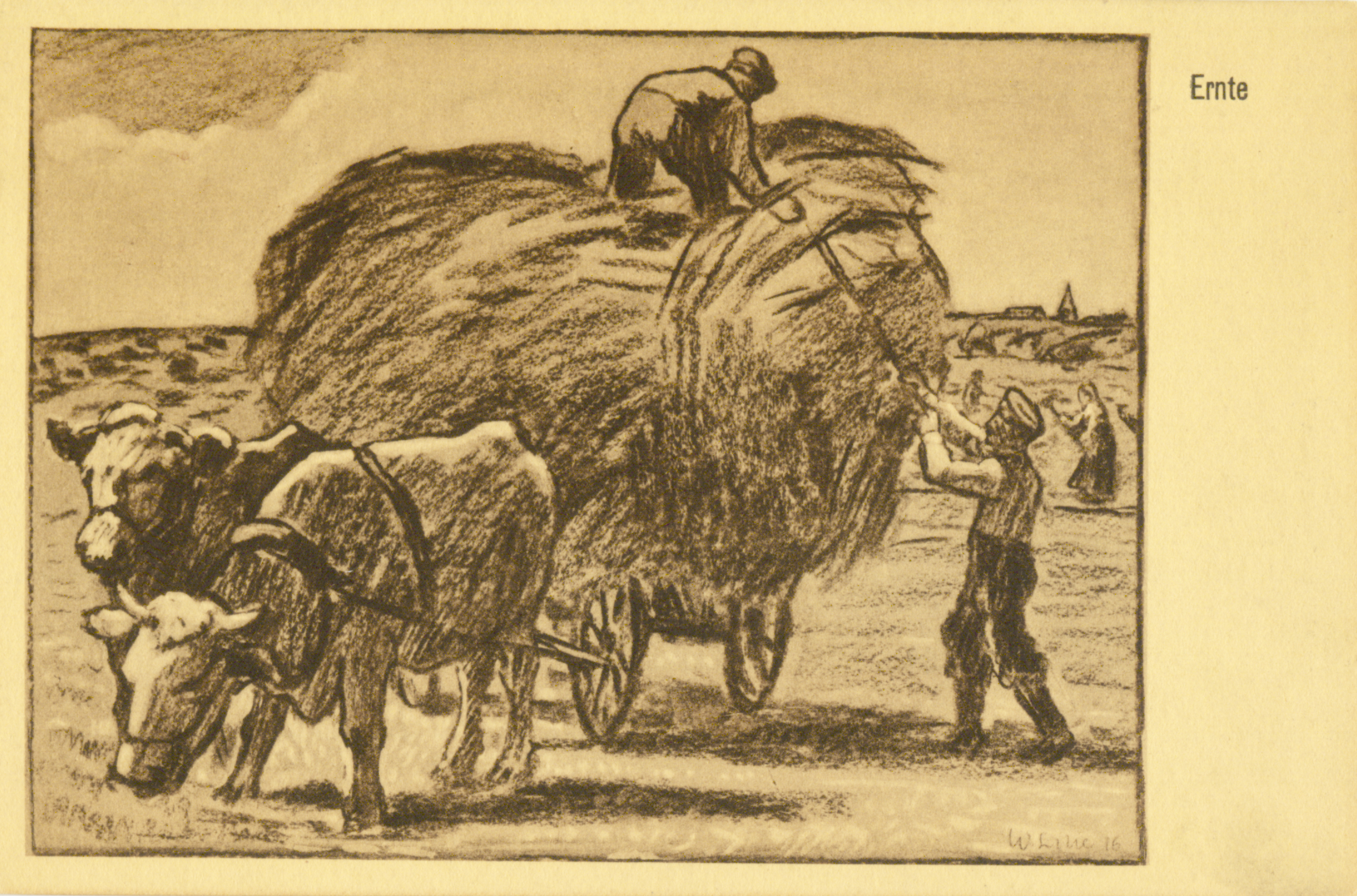
Postkarte „Ernte“